# ميتشيل هنت
ميتشيل هنت (بالإنجليزية: Mitchell Hunt)‏ هو لاعب اتحاد الرغبي نيوزلندي، ولد في 19 يناير 1995 في نيلسون في نيوزيلندا.

## وصلات خارجية
- ميتشيل هنت على موقع ItsRugby.co.uk (الإنجليزية)